# Ejército de Ninghai
El Ejército de Ninghai (en chino tradicional, 寧海軍; en chino simplificado, 宁海军; pinyin, Nínghǎi Jūn; Wade-Giles, Ninghai Chun) era un ejército de musulmanes Hui en la República de China, al mando del General Ma Qi. Controlaba la ciudad de Xining de Qinghai, una región especial de Gansu provincia. Ma Qi creó el ejército en 1915.

## Composición e historia
Los soldados del Ejército Ninghai fueron musulmanes hui. El nombre "Ninghai", se aplicó a los Ejércitos de la República de China alrededor de la región de Ningxia-Qinghai.
Ma Qi mandó el Ejército Ninghai en noviembre de 1918 a apoderó y guarnecían el monasterio de Labrang de los tibetanos. Salió en 1927.
El pueblo Golok tibetano, debían su alleigance a Labrang, atacaron al musulmán Ejército Ninghai. Los chinos nunca fueron capaces de controlar los Goloks. Sin embargo, esta vez, el musulmán Ejército Ninghai trajo su armas modernizadas, y exterminó a un grupo de goloks. El musulmán Ejército accedió a negociar, durante las negociaciones el ejército mató los Goloks, mató "hombres, mujeres y niños", y miles de goloks ahogaron en el Río Amarillo. Un misionero cristiano elogió al musulmán ejército por el exterminio de los Goloks. Él dijo "dios" permitió la victoria musulmana. Después los tibetanos atacaron Ejército Ninghai en 1922 y 1923. El Ejército Ninghai volvió en 1924 y derrotó a los tibetanos, mató a muchos tibetanos.
A Ganjia y Serchentang, General Ma Bufang derrotó a los tibetanos de Gonpo Dondrup el 27 de junio de 1924 y el 25-27 de abril de 1925. Los tibetanos sufrieron en eso acontecimientos bajas severas.
En 1925, estalló una revuelta tibetana y miles de tibetanos expulsaron a los musulmanes. Ma Qi mandó a 3.000 soldados musulmanes chinos, reconquistó Labrang y ametralló a miles de tibetanos monjes cuando trataban de huir.
Cuando Ma Qi se unió a la Kuomintang, el Ejército Ninghai se reorganizó en la 26ª División del Ejército Nacional Revolucionario (China) bajo el mando de Ma Qi.
Wei Fu -chih fue nacido en el distrito de Kao-lan de Gansu en 1895, su materia alma era Colegio Oficiales Militar de Paoting, y él era un comandante de batallón de artillery Cuerpo de Artillería de Ejército Ninghai.

## Personas notables
- Ma Qi
- Ma Buqing
- Ma Bufang